# Akibiyori
Akibiyori (秋日和, Tardor tardana, lit. "un dia de tardor tranquil") és una pel·lícula dramàtica japonesa del 1960 dirigida per Yasujirō Ozu. És protagonitzada per Setsuko Hara i Yoko Tsukasa com a mare i filla, i està basada en una història de Ton Satomi.
Akibiyori segueix els intents de tres homes grans d'ajudar la vídua d'una amic difunt a casar la seva filla. La filla no està gens contenta amb les propostes, sobretot per la seva reticència a deixar la seva mare sola. La pel·lícula va ser seleccionada com a entrada japonesa per al Millor pel·lícula en llengua estrangera als Premis Oscar de 1960, però no va ser acceptada com a nominada. Encara que no és una de les obres per les quals Ozu és més conegut, Akibiyori és molt apreciada per la crítica.

## Trama
Tres amics de mitjana edat i antics companys de la universitat - Mamiya (Shin Saburi), Taguchi (Nobuo Nakamura) i Hirayama (Ryūji Kita) - es troben per a un servei commemoratiu el setè aniversari de la mort d'un amic de la universitat, Miwa. La vídua de Miwa Akiko (Setsuko Hara) i la filla de 24 anys Ayako (Yoko Tsukasa) també són presents. Els tres amics comenten entre ells com d'atractiva s'ha mantingut l'Akiko fins als quaranta.
El grup xerra sobre la seva opinió compartida que és hora que l'Ayako es casi. Taguchi els diu que té un possible pretendent per Ayako, però després resulta que l'home ja té una promesa. En canvi, Mamiya ofereix al seu empleat, Goto (Keiji Sada), com un altre partit, però l'Ayako confia en privat a l'Akiko que no té cap desig de casar-se. L'Ayako, que viu sola amb l'Akiko, és íntima a la seva mare, que ensenya confecció.
L'Ayako es troba en Goto un dia a l'oficina de Mamiya. Durant una excursió d'excursió, un company s'ofereix a presentar-lo de nou a Ayako. L'Ayako i el Goto comencen a sortir, però l'Ayako no està disposada a casar-se, ja que això significarà que l'Akiko viurà sola. Ayako avança a Mamiya la seva teoria que "el romanç i el matrimoni podrien estar separats". Els tres amics pensen que tot això és una excusa i comencen a especular que l'Ayako es casarà si l'Akiko es torna a casar. Els altres dos ofereixen a Hirayama, un vidu, com a possible parella de nou matrimoni d'Akiko. Hirayama els adverteix que no segueixin amb el seu pla, però després de discutir-ho amb el seu fill, canvia d'opinió.
Hirayama ara s'acosta a Taguchi i Mamiya per demanar ajuda. Abans que puguin exposar el tema amb l'Akiko, però, Mamiya, sense tacte, fa saber a Ayako sobre el seu pla. Pensant que la seva mare ho sabia, una Ayako infeliç se'n va a casa per interrogar-la i després marxa cap al lloc de la seva col·lega i amiga Yuriko (Mariko Okada) en un embolic. La Yuriko, però, aprova el nou casament d'Akiko. Ella li diu a l'Ayako que no sigui egoista, la qual cosa disgusta Ayako.
Disgustada, Yuriko s'enfronta als tres amics i descobreix la veritat per ells. Mamiya es disculpa pel seu contratemps; tanmateix, veient la seva causa, la Yuriko decideix ajudar Hirayama. Quan l'Akiko i l'Ayako fan el seu últim viatge juntes, l'Akiko li diu a la seva filla que ha decidit no casar-se. Ella insta a l'Ayako que no es preocupi per ella. Amb la seva seguretat, Ayako es casa amb Goto, deixant la seva mare que visqui sola.

## Repartiment
| Actor             | Paper              |
| ----------------- | ------------------ |
| Setsuko Hara      | Akiko Miwa         |
| Yoko Tsukasa      | Ayako Miwa         |
| Mariko Okada      | Yuriko Sasaki      |
| Keiji Sada        | Shotaru Goto       |
| Miyuki Kuwano     | Michiko            |
| Shinichiro Mikami | Koichi             |
| Shin Saburi       | Soichi Mamiya      |
| Chishū Ryū        | Shukichi Miwa      |
| Nobuo Nakamura    | Shuzo Taguchi      |
| Kuniko Miyake     | Nobuko             |
| Sadako Sawamura   | Fumiko             |
| Ryūji Kita        | Seiichiro Hirayama |
| Fumio Watanabe    | Tsuneo Sugiyama    |
| Ayako Senno       | Shigko Takamatsu   |
| Yuriko Tashiro    | Yoko               |

## Estrena

### Recepció
Akibiyori té una aprovació del 100% a Rotten Tomatoes. En una ressenya de 1973, Nora Sayre de  The New York Times  va elogiar les actuacions de Hara i Tsukasa i va escriure: "L'amor gairebé no s'esmenta quan es planteja el tema del matrimoni. Però l'enorme afecte entre pares i fills, i entre vells amics, es revela ja que poques vegades es mostra a la pantalla: sovint, es mostra a través del petit bromes que els íntims es fan a costa dels altres."
L'any 2009 la pel·lícula va ocupar el lloc número 106 a la llista de les "Més grans pel·lícules japoneses de tots els temps" de la revista de cinema japonesa kinema Junpo. El 2010, Peter Bradshaw va atorgar a l'obra amb cinc estrelles, i va escriure que l'obra és "tan tonalment ambigua i moralment complexa com mai s'ha fet mai." A Time Out, Trevor Johnston va escriure que "la pel·lícula ofereix tant pur plaer estètic com, per exemple, Wong Kar-Wai, però en última instància és a nivell humà el que més afecta. […] Hara, poc demostratiu, encara que sap mig somriure a l'escena final que registra la paradoxa inevitable d'estimar i perdre." Critic Derek Malcolm lauded it as "a commentary on Japanese mores that [surpasses] nationality and [manages] universal appeal."

### Mitjans domèstics
El 2011, el BFI va llançar una edició de format dual de la Regió 2 (Blu-ray + DVD). Amb aquesta versió s'inclou una presentació de definició estàndard de Haha o kowazuya.